# Bereh
Bereh est un woreda du centre de l'Éthiopie situé dans la zone spéciale Oromia-Finfinnee de la région Oromia à proximité d'Addis-Abeba. Peuplé de 80 808 habitants en 2007, il reprend la partie sud-ouest de l'ancien woreda Berehna Aleltu.

## Origine
Le woreda Bereh, son voisin Aleltu et la ville-woreda Sendafa se partagent le territoire de l'ancien woreda Berehna Aleltu, depuis les années 2000, probablement depuis 2007. Les trois nouveaux woredas appartiennent à la zone Nord Shewa jusqu'à la création de la zone spéciale Oromia-Finfinnee qui englobe Bereh et Sendafa, seul Aleltu reste dans la zone Nord Shewa.

## Situation
Désormais rattaché à la zone spéciale Oromia-Finfinnee, le woreda Bereh est limitrophe d'Addis-Abeba ainsi que des zones Nord Shewa et Est Shewa de la région Oromia.
|                   | Jida  |                 |
| Sululta           | Bereh | Aleltu Gimbichu |
| Addis-Abeba       | Akaki | Ada'a           |
| Enclave : Sendafa |       |                 |

Outre l'enclave de Sendafa, une carte récente montre une enclave dans Bereh à la limite d'Addis-Abeba au niveau des villes de Lege Tafo et Lege Dadi. Ce nouveau woreda s'est probablement détaché de Bereh au début des années 2020[réf. souhaitée].
L'agglomération est aussi connue sous le nom de « Legetafo Legedadi », en oromo : Laga Xaafoo Laga Daadhi.
La population de Lege Tafo est estimée à 27 636 habitants en 2017 dans une étude sur l'urbanisation de la zone.

## Population
Le recensement national de 2007 fait état pour ce woreda d'une population entièrement rurale de 80 808 habitants. 
La plupart des habitants (95 %) sont orthodoxes, 3 % sont musulmans et 2 % sont de religions traditionnelles africaines.
En 2022, la population du woreda est estimée à 112 967 personnes avec une densité de population de 153 personnes par km2 et 737 km2 de superficie.